# Pallenopsis buphtalmus
Pallenopsis buphtalmus är en havsspindelart som beskrevs av Pushkin, A.F. 1993. Pallenopsis buphtalmus ingår i släktet Pallenopsis och familjen Phoxichilidiidae. Inga underarter finns listade i Catalogue of Life.